# Músculo coccígeo
O músculo coccígeo é um músculo da pelve. Também é chamado de ísquiococcígeo. Compõe junto com o músculo levantador do ânus o Diafragma pélvico.